# Junges Licht (Roman)
Junges Licht ist ein Roman  von Ralf Rothmann, welcher im Jahr 2004 in Frankfurt am Main erschienen ist. Der Roman handelt von den Sommerferien des zwölfjährigen Bergarbeitersohns Julian und in einer zweiten Erzählebene von der Arbeit seines Vaters unter Tage. Die Welt der Bergleute und ihrer Kinder um 1960 erscheint dabei wesentlich aus der Perspektive des Jungen. Rothmann erhielt für den Roman 2004 den Wilhelm-Raabe-Literaturpreis, der von Deutschlandradio und der Stadt Braunschweig verliehen wird.

## Handlung
Das Schuljahr endet für Julian mit Schlägen des Lehrers und der Mutter, weil er mit den Rechenaufgaben nicht fertig wird. Anders als der Sohn des Vermieters in der Bergbausiedlung weiß er, dass er nicht zum Gymnasium gehen wird. Auch für eine Urlaubsreise mit der ganzen Familie reicht das Geld nicht, sodass Julian mit seinem Vater allein zu Hause bleiben muss, während seine Mutter und die liebevoll gezeichnete kleine Schwester Sophie den Urlaub bei den Großeltern verbringen werden.
In der kleinen Welt der Bergarbeitersiedlung kennt jeder jeden, alle leiden unter Finanznot, der Umgang der Erwachsenen mit den Kindern erscheint als verfehlt und sadistisch. Da ist die kettenrauchende Mutter, die den Jungen brutal schlägt und ihn demütigt, indem sie ihn zwingt, sich vor der fünfzehnjährigen Tochter des Vermieters auszuziehen, weil sie seine Hose waschen will. Der Vermieter, ebenfalls Bergmann, stellt den Jungen der Siedlung in verdächtiger Weise nach. Die Nachbarstochter, die ein Zimmer in der Wohnung der Familie Julians bewohnt, konfrontiert den Jungen mit sexuellen Anspielungen, bringt einen Liebhaber mit in die Wohnung, als Julians Vater auf Nachtschicht ist. Schließlich beginnt sie ein Verhältnis mit dem Vater, worauf die Familie die Wohnung verlassen muss.
Trotz dieser Belastungen bauen sich die Kinder ihre eigene Gegenwelt, so Julians „Tierclub“ in einem alten Bauwagen oder die Baumhütte einer anderen Jugendbande. Auf dem Grundstück des Witwers Pomrehn findet Julian ein Refugium, es gibt Kaninchen und einen Sittich, vor allem aber einen Hund. Der Alkoholiker Pomrehn erscheint dabei als einer der wenigen Erwachsenen, der die Welt der Jungen aufmerksam beobachtet und eine Sprache findet, die sie verstehen. Diese Gegenwelt ist aber stets gefährdet. Pomrehn droht die Zwangsräumung, andere Kinder zerstören den Tierclub, aber auch Julians Mitstreiter im Tierclub erscheinen als verroht und akzeptieren Julian nur aufgrund von Zigaretten, die der Junge seiner Mutter stiehlt.

## Struktur
Der (im Taschenbuch) 237-seitige Text ist in 36 unterschiedliche lange unnummerierte Abschnitte unterteilt, zwischen denen meist ein Zeitsprung liegt. In 30 Abschnitten erzählt ein Icherzähler undefinierten Alters chronologisch etwa ein Vierteljahr (Sommermonate) aus seiner, der Kindheit des 12-jährigen Julian in einer Bergarbeitersiedlung im Ruhrgebiet. In den übrigen 6 Abschnitten wird in der 3. Person („Der Mann“ beginnt ein Großteil dieser Abschnitte) die Arbeit eines erwachsenen, namenlosen Mannes unter Tage beschrieben, in dem man vage, aber nicht zwingend den Vater des Icherzählers zu erkennen vermeint. Die Abschnitte in 3. und 1. Person sind so verteilt: 311111311111111111113111311111113131. Die Untertageabschnitte bekommen dadurch, dass der dortige Protagonist immer völlig allein unterwegs und mit Geräuschphänomenen und bergbaulichen Lagen (das Hangende) konfrontiert ist, die der nicht bergmännisch geschulte Leser nicht oder kaum beurteilen kann, etwas Düsteres und Bedrohliches. Dies wird in der letzten Untertageszene, in der der Protagonist eine Sprengung vorbereitet, fast zum Vorspiel einer Katastrophe, die zum Tod des Vaters führen könnte. Diese den zwar nicht idyllischen, aber doch über weite Strecken beschaulichen Text verfremdend unterbrechenden Passagen mit ihrer Fülle montaner Fachausdrücke stehen wie erratische Blöcke da, nach deren Lektüre der Leser sich erst wieder zurechtfinden muss – es sei denn, er überspringt diese Abschnitte, weil sie die durchaus nicht spannungslose Kindheitshandlung auch irritierend unterbrechen.

## Kritik
Die Kritik hat den Roman überwiegend positiv aufgenommen, etwa die Süddeutsche Zeitung am  5. Oktober 2004:
„An der ruhigen Genauigkeit, mit der es dieses Milieu darstellt, hat das Buch sein Verdienst und seine Grenze. Es weiß, dass diese literarische Landschaft gut vorbearbeitet ist, und will nicht durch Originalität glänzen. Rothmann spricht von Sinalco, Sigurdheften und Bastuntersetzern für Saft- und Biergläser, und vom verschollenen Accessoire schlechthin, dem Aschenbecher in seinen (selbst im proletarischen Ambiente) zahllosen modischen Varianten, ohne dabei der Infantilität der zwei Jahrzehnte Jahre jüngeren Generation Nutella zu verfallen. Der großen Gefahr seines Stoffs, der verklärenden Rückschau auf eine Spätkindheit, die offenbar stark autobiografische Züge trägt, erliegt er nirgends. Und wo sie dennoch droht, bei der Figur des weisen Penners Pomrehn vor allem, der ein Herz für Kinder hat, da wird der Argwohn entkräftet, wenn dieser moderne Diogenes äußerst präzis demonstriert, woran er erkennt, dass ein Hund früher geschlagen wurde.“
Mit kleinen Vorbehalten die WAZ vom 10. August 2004:
„Wer erzählt? Julian, aber es muss ein erwachsener Julian sein, der träumerisch hinab taucht in die Kindheit. Er erzählt die Episoden ohne festen Verbund, der Leser muss sie selbst zusammenfügen, und manchmal bemerkt er erst spät den Faden der Geschichte. Manches ist so bewegend wie sonst nur kalkulierte Trivialliteratur, doch die Geschichte ist gebrochen durch die Distanz der Zeit. Seit 30 Jahren lebt Ralf Rothmann in Berlin, das ist so weit weg wie die Pubertät. Er erzählt lapidar und gleichzeitig mit einem lächelnden Blick zurück.“
„So erklären sich auch Stilbrüche. ‚Na also‘, sagt der Vater, ‚geht doch‘, oder: ‚Das ist ein Flop‘. So hat in den 60er Jahren niemand gesprochen. Und wenn Julian zu seiner Schwester sagt: ‚Ich darf den Ofen nicht anzünden‘, dann wäre das unglaubwürdig, hörte man nicht den Erwachsenen, der seine Erinnerung mit prägt.“
„Dann gibt es da noch Einschübe, je zwei bis drei Seiten, auf denen in ruhiger Sprache von einem Mann berichtet wird, der unter Tage seiner Arbeit nachgeht. Das ist stimmungsvoll, mehr aber nicht. Dem Leser bleiben die Einzelheiten unverständlich. Vom Leben eines Hirten in den Alpen kann man erzählen, bei dem Mann unter Tage aber gibt es kein Wiedererkennen, und Arschleder und Gezähekiste bleiben Nebensache in einer Geschichte, die ohne solche Folklore auskommt.“
„Groß ist der Roman in den Kleinigkeiten. Der Junge, der das Radio lauter dreht, weil er weiß: Die Mutter wird ihn schlagen, und er wird schreien. Das Mädchen, das mit kindlich heller Stimme spricht, sobald es sich an Erwachsene wendet. Der Hausbesitzer, der Julian lüstern nachstellt: Das ist dicht und echt und so leise erzählt, als wäre es kaum bemerkt. Oder längst gewusst.“

## Film
Der Ruhrgebiets-Film Junges Licht von Adolf Winkelmann wurde 2015 an Originalschauplätzen in Bottrop, Bochum, Marl und in Dortmund gedreht. Charly Hübner, Peter Lohmeyer und Nina Petri zählen zu den Hauptdarstellern. Die Filmmusik stammt vom Musiker Tommy Finke Kinostart war der 12. Mai 2016 beim Kirchlichen Filmfestival in Recklinghausen.
Der Film erhielt 2016 den Hauptpreis bei Kirchliches Filmfestival Recklinghausen.